# أنطونيو دي أوليفيرا
أنطونيو دي أوليفيرا هو لاعب كرة قدم برازيلي في مركز الهجوم، ولد في 12 أبريل 1940 في جويز دي فورا في البرازيل. لعب مع واشنطن ويبس.